# Trithemis aequalis
Trithemis aequalis är en trollsländeart som beskrevs av Maurits Anne Lieftinck 1969. Trithemis aequalis ingår i släktet Trithemis och familjen segeltrollsländor. IUCN kategoriserar arten globalt som nära hotad. Inga underarter finns listade i Catalogue of Life.